# Stanislav Grof
Stanislav Grof (Praga, República Checa, 1 de julio de 1931) es uno de los fundadores de la psicología transpersonal y un investigador pionero en el uso de los estados alterados de conciencia con el propósito de sanación, crecimiento e introspección. Grof recibió el premio VISION 97 concedido por la Fundación de Dagmar y Vaclav Havel, en Praga, el 5 de octubre de 2007.

## Fundación de la psicología transpersonal
Grof es conocido en particular por sus estudios pioneros del LSD y su efecto sobre la psique, el campo de estudio conocido como psicoterapia psicodélica. Basándose en sus observaciones al investigar LSD y la teoría del trauma del nacimiento de Otto Rank, construyó un marco de referencia teórico para la psicología pre- y perinatal, y para la psicología transpersonal en la cual viajes de LSD y otras experiencias emocionalmente poderosas son "mapeadas" sobre las experiencias fetales y neonatales del sujeto. Con el tiempo, esta teoría evolucionó en una "cartografía" exhaustiva de la psique humana profunda. Luego de la supresión legal del uso del LSD a fines de la década de los 1960s, Grof llegó a descubrir que muchos de estos estados mentales podían ser explorados sin drogas y usando ciertas técnicas de respiración en un entorno de apoyo. Continúa este trabajo hoy en día bajo el desarrollo de las técnicas de respiración holotrópica.

## Primeros años
Grof recibió su doctorado en medicina (M.D.) en la Universidad Carolina de Praga, en 1957, y luego completó su Ph.D. en la Academia Checoslovaca de Ciencias en 1965, entrenando como psicoanalista freudiano durante este tiempo. En 1967 fue invitado como profesor asistente de psiquiatría en la Universidad Johns Hopkins en Baltimore (Maryland, Estados Unidos), antes de ser nombrado jefe de investigación psiquiátrica en el Centro de Investigaciones Psiquiátricas de Maryland, de la Universidad de Maryland, donde trabajó con Walter Pahnke y Bill Richards, entre otros. Fue durante este tiempo cuando entró en contacto con el LSD y su descubridor, Albert Hoffman, al serle asignada la supervisión de los voluntarios que lo ingerían como parte de los estudios sobre sus efectos. Estas experiencias marcarían profundamente su vida profesional, hasta el punto de que ha dedicado su larga carrera al estudio de los estados alterados de conciencia, o, como él los pasó a llamar, estados holotrópicos. En 1973, el doctor Grof fue invitado al Instituto Esalen en Big Sur (California) y vivió allí hasta 1987 como estudioso residente, desarrollando sus ideas.

## En la actualidad
Siendo presidente fundador de la Asociación Transpersonal Internacional [International Transpersonal Association (ITA)], fundada en 1977, llegó a ser distinguido como miembro adjunto de facultad del departamento de filosofía, cosmología y conciencia en el Instituto de Estudios Integrales de California, cargo que mantiene hasta el día de hoy.

## Obra
- Realms Of The Human Unconscious: Observations From LSD Research (1975)
- The Human Encounter With Death (1977) con Joan Halifax
- LSD Psychotherapy (1980)
- Beyond Death: The Gates Of Consciousness (1981) con Christina Grof
- Ancient Wisdom And Modern Science (1984) Editado por Stanislav Grof
- Beyond the Brain: Birth, Death And Transcendence In Psychotherapy (1985)
- Human Survival And Consciousness Evolution (1988) Editado con Marjorie L. Valier
- The Adventure Of Self-Discovery: Dimensions of Consciousness And New Perspectives In Psychotherapy (1988)
- Spiritual Emergency: When Personal Transformation Becomes A Crisis (1989) Editado con Christina Grof
- The Stormy Search For The Self: A Guide To Personal Growth Through Transformative Crisis (1990) con Christina Grof
- The Holotropic Mind: The Three levels Of Human Consciousness And How They Shape Our Lives (1992) con Hal Zina Bennet
- Books Of The Dead: Manuals For Living And Dying (1993)
- The Thirst For Wholeness: Attachment, Addiction And The Spiritual Path (1994) por Christina Grof
- The Transpersonal Vision (1998) libro y audio
- The Cosmic Game: Explorations Of The Frontiers Of Human Consciousness (1998)
- The Consciousness Revolution: A Transatlantic Dialogue (1999) con Peter Russell y Ervin Laszlo. Prólogo por Ken Wilber
- Psychology Of The Future: Lessons From Modern Consciousness Research (2000)
- Caterpillar Dreams (2004) con Melody Sullivan
- When The Impossible Happens: Adventures In Non-Ordinary Reality (2006)
- The Ultimate Journey: Consciousness And The Mystery Of Death (2006)
- "New Perspectives in Understanding and Treatment of Emotional Disorders," Capítulo 13 en Psychedelic Medicine: New Evidence for Hallucinogens as Treatments, Michael J. Winkelman y Thomas B. Roberts (editores) (2007). Westport, CT: Praeger/Greenwood.
- LSD: Doorway to the Numinous: The Groundbreaking Psychedelic Research into Realms of the Human Unconscious (2009)
- Holotropic Breathwork: A New Approach to Self-Exploration and Therapy (2010)
- Healing Our Deepest Wounds: The Holotropic Paradigm Shift (2012)
- The Way of the Psychonaut Volume One: Encyclopedia for Inner Journeys (2019)
- The Way of the Psychonaut Volume Two: Encyclopedia for Inner Journeys (2019)
- Psyche Unbound: Essays in Honor of Stanislav Grof (2021)

## Edición en castellano
- El camino del psiconauta. La enciclopedia del viaje interior. Barcelona: Kairós. 2022.

1. Volumen I. ISBN 9788499889924.
2. Volumen II. ISBN 9788411210607.

- El arte visionario y el inconsciente colectivo. Un estudio sobre la dinámica de los arquetipos a través del arte y la psicología transpersonal. Barcelona: La Liebre de Marzo. 2018. ISBN 978-84-92470-50-1.
- La respiración holotrópica: un nuevo enfoque a la autoexploración y la terapia. Con Christina Grof. Barcelona: La Liebre de Marzo. 2011. ISBN 9788492470181.
- Cuando ocurre lo imposible: aventuras en realidades no ordinarias. Barcelona: La Liebre de Marzo. 2008. ISBN 9788487403743.
- El viaje definitivo: la consciencia y el misterio de la muerte. Barcelona: La Liebre de Marzo. 2006. ISBN 9788487403897.
- La tormentosa búsqueda del ser: una guia para el crecimiento personal a través de la emergencia espiritual. Barcelona: La Liebre de Marzo. 2006. ISBN 9788487403187.
- Psicoterapia con LSD. Barcelona: La Liebre de Marzo. 2005. ISBN 9788487403798.
- La psicología del futuro: integrando el espíritu en nuestra comprensión de la enfermedad mental. Barcelona: La Liebre de Marzo. 2002. ISBN 9788487403521.
- La revolución de la conciencia. Barcelona: Kairós. 2000. ISBN 9788472454811.
- El juego cósmico: exploraciones en las fronteras de la conciencia humana. Barcelona: Kairós. 1999. ISBN 9788472454149.
- Psicología transpersonal: nacimiento, muerte y trascendencia en psicoterapia. Barcelona: Kairós. 1998. ISBN 9788472453074.
- La mente holotrópica: los niveles de la conciencia humana. Barcelona: Kairós. 1994. ISBN 9788472452886.
- La evolución de la conciencia. Barcelona: Kairós. 1994. ISBN 9788472452947.
- El poder curativo de las crisis. Barcelona: Kairós. 1993. ISBN 9788472452602.